# ヴァーツ
ヴァーツ（Vác (ハンガリー語発音: [ˈvaːt͡s]; ドイツ語: Waitzen; ラテン語: Vacium; スロバキア語: Vacov; イディッシュ語: ווייצען; イタリア語: Vaccia; セルビア語: Вац; ルーマニア語: Vaț)）は、ハンガリーのペシュト県にある都市である。ブダペスト首都圏に属する。
同市は首都のブダペストから北に35km、ドナウ川の東岸に位置している。ヴァーツ司教区主座大聖堂である聖母マリア大聖堂はハンガリー最大の大聖堂のひとつ。

## 歴史
ヴァーツに居住が始まったのは、ローマ帝国時代よりもはるかに昔であった。
この教区の司祭は、ハンガリー王国内で影響力があった。
1241年3月17日のモンゴル軍による攻撃により、すべての住民が虐殺された。
ヴァーツは存在しなくなり、モンゴル軍がここに野営地を造った。モンゴル軍がいなくなった後、ドイツ人入植者によって町が再建された。
1541年町はオスマン帝国により征服された。ハプスブルク君主国とオスマン帝国との戦争で、1597年と1684年にヴァーツの地で、オーストリア軍がオスマンに勝利した。

## 姉妹都市
- ヤルヴェンパー、フィンランド
- ドナウエッシンゲン、ドイツ
- ドゥイユ＝ラ＝バール、フランス
- オドルヘユ・セクイェスク（セーケイウドヴァルヘイ）、ルーマニア [1]
- Giv'atayim、イスラエル
- ドゥブニツァ・ナド・ヴァーホム（マーリアテルジェシュ）、スロバキア[2]
- シャヒ（イポイシャーグ）、スロバキア[2]
- Tiachiv、ウクライナ
- Sarıyer、トルコ
- Otrokovice、チェコ

## 提携都市
- 由利本荘市、日本

## 出身者
- コヴァーツ・デーネシュ：ヴァイオリン奏者